# Erica trichophylla
Erica trichophylla är en ljungväxtart som beskrevs av George Bentham. Erica trichophylla ingår i släktet klockljungssläktet, och familjen ljungväxter. Inga underarter finns listade i Catalogue of Life.